# Jabłonica (województwo podkarpackie)

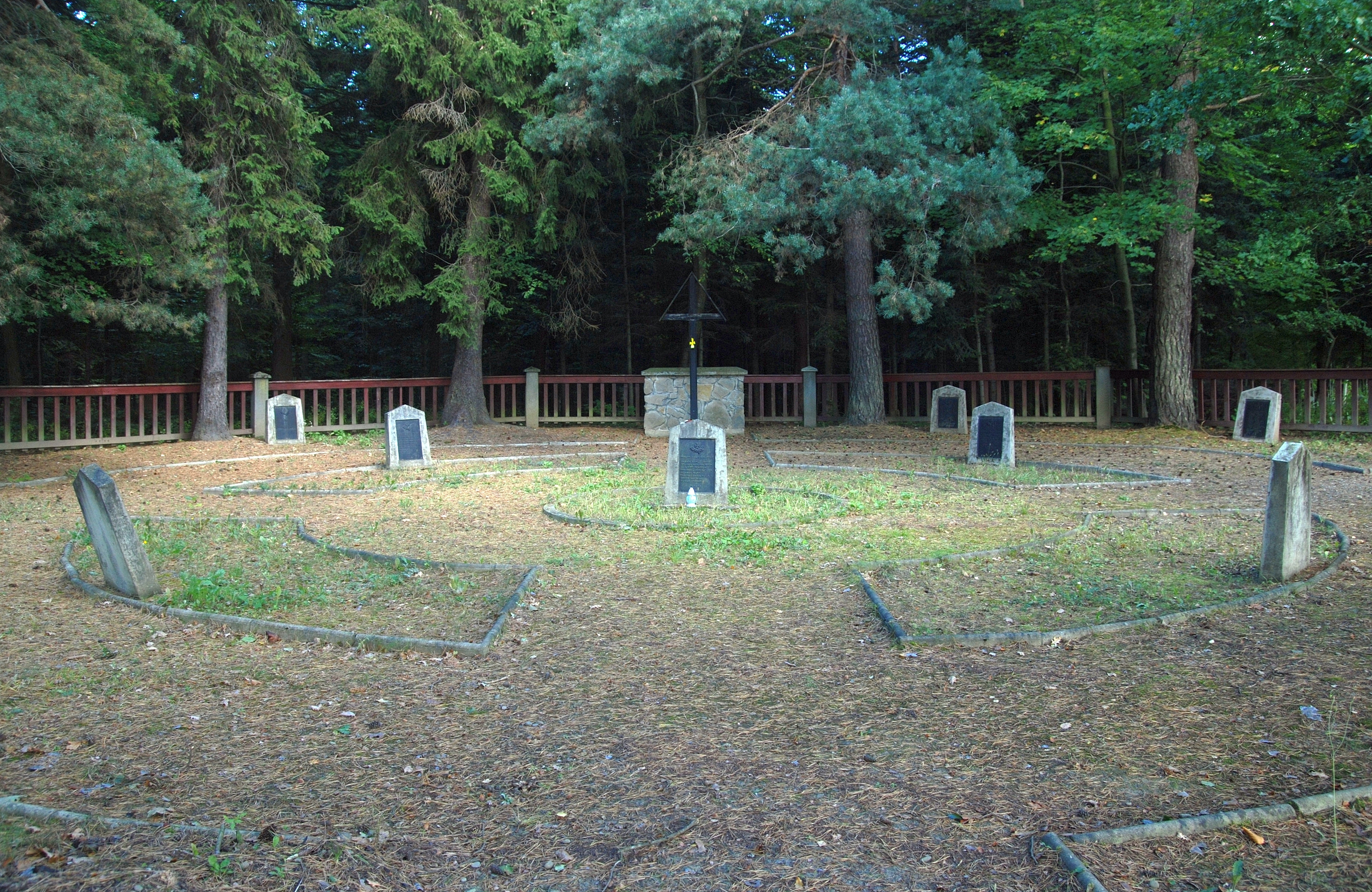
Cmentarz wojenny nr 28

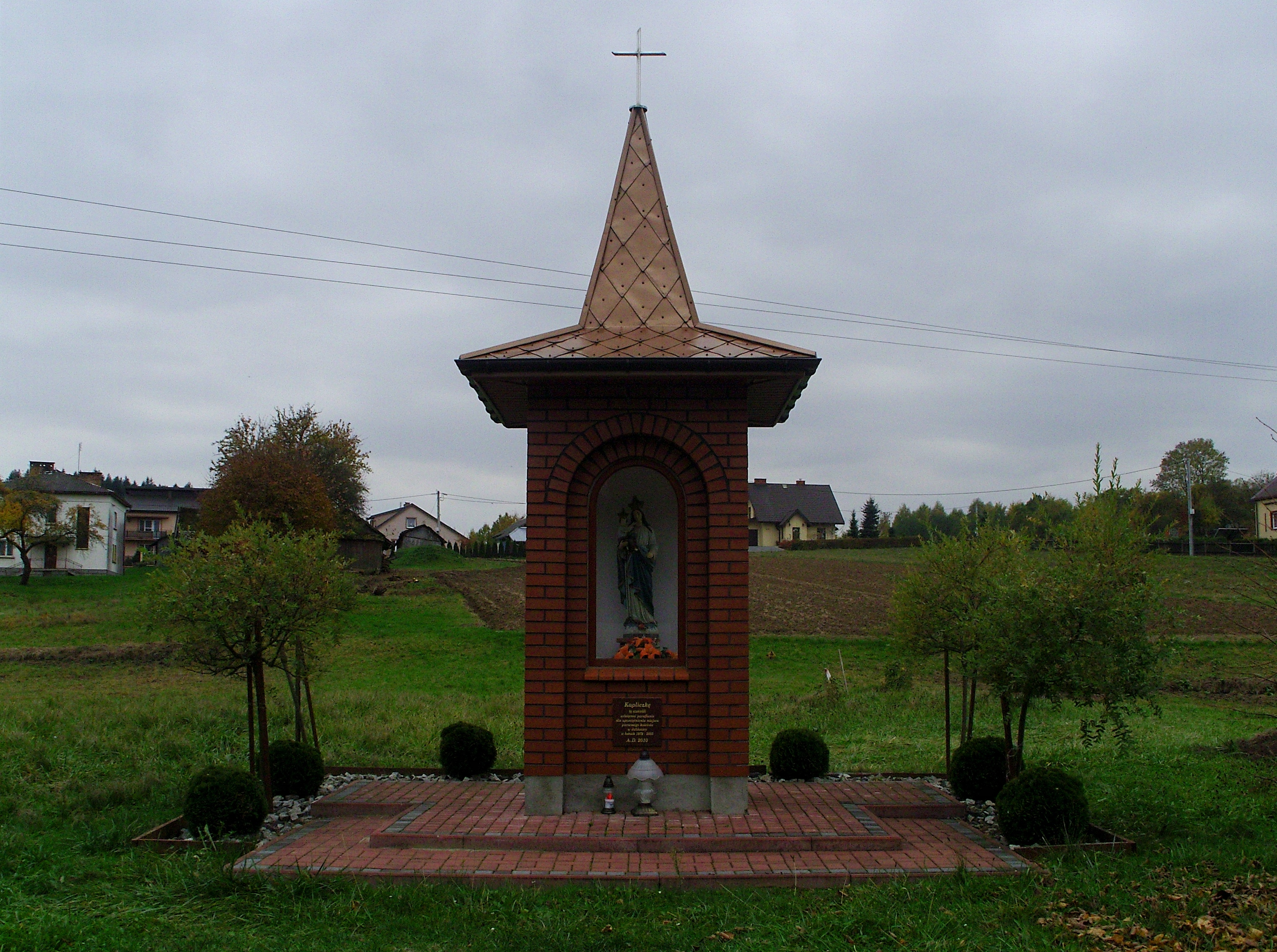
Kapliczka w Jabłonicy

Jabłonica – wieś w Polsce położona w województwie podkarpackim, w powiecie jasielskim, w gminie Skołyszyn.
| SIMC    | Nazwa   | Rodzaj    |
| ------- | ------- | --------- |
| 0360046 | Bąkówki | część wsi |
| 0360052 | Góry    | część wsi |

Miejscowość jest siedzibą parafii Najświętszej Maryi Panny Królowej należącej do dekanatu Jasło Zachód, w diecezji rzeszowskiej, wcześniej przez wieki przynależała do parafii Imienia Maryi i św. Mikołaja w Bączalu Dolnym.
W latach 1975–1998 miejscowość administracyjnie należała do województwa krośnieńskiego.
Powierzchnia wsi wynosi 502,7 ha.

## Historia
Jabłonica została założona na prawie niemieckim w 1380 roku na bazie istniejącej już osady.
Jabłonicę odziedziczył Mikołaj Kamieniecki herbu Pilawa – (ur. 1460 w zamku Kamieniec w Odrzykoniu koło Krosna – zm. 15 kwietnia 1515 w Krakowie) starosta sanocki, od 1508 wojewoda krakowski, hetman wielki koronny w latach 1503-1515. W tej miejscowości w czasach zaborów działał urodzony tu ksiądz Berard Bulsiewicz (1837-1896) wyświęcony w 1860, działacz patriotyczny i kaznodzieja we Lwowie, powstaniec styczniowy walczący w oddziałach Dionizego Czachorowskiego i Antoniego Jeziorańskiego. Tutaj też w 1935 roku urodziła się Bronisława Bylinowska – nauczycielka.
24 grudnia 1944 roku oddział Armii Ludowej stoczył walkę z hitlerowcami, w czasie której zginął dowódca okręgu AL "Nafta" – Wojciech Kwilosz ps. "Tomek".
Od roku 1969 we wsi działa straż pożarna.
W 1973 wieś została odznaczona przez Radę Państwa PRL Orderem Krzyża Grunwaldu II klasy za zasługi w walce z hitlerowskim okupantem.
We wsi bezpośrednio przy granicy z Bączalem Górnym znajduje się cmentarz żołnierzy poległych w czasie I wojny światowej. Obiekt jest po generalnym remoncie, który odbył się jesienią 2002 roku.

## Religia
Od początków swego istnienia Jabłonica należała do parafii rzymskokatolickiej w Bączalu Dolnym, erygowanej już w 1348 roku.
Dekretem z dnia 19 marca 2003 r. biskup rzeszowski Kazimierz Górny wydzielił z obszaru parafii Bączal Dolny dwie miejscowości Jabłonica i Lipnica Górna, tym samym tworząc nową parafię Najświętszej Maryi Panny Królowej z siedzibą w Jabłonicy. Pierwszym proboszczem w Jabłonicy został posługujący dotąd jako wikariusz w Bączalu Dolnym ks. Antoni Łagoda. W 2005 w Jabłonicy oddano do użytku kościół parafialny, konsekrowany w 2012 roku.
 Madonna z Dzieciątkiem 
Wewnątrz kościoła, w ołtarzu bocznym znajduje się gotycka figura Madonny z Dzieciątkiem z około 1340 roku, będąca najstarszym tego typu zabytkiem w województwie podkarpackim. Wcześniej stała w przydrożnej, ludowej kapliczce, gdzie trafiła zapewne w XIX wieku z kościoła parafialnego pw. św. Mikołaja w Bączalu Dolnym

## Zabytki
- murowana kapliczka, wzniesiona w latach 1775-1825
- drewniany dom z roku 1908
- drewniany krzyż przydrożny z roku 1850

## Turystyka
- – Jabłonica – Liwocz (562 m n.p.m.) – Czermna
  - Czas przejścia z Jabłonicy na Liwocz: 1.45 h, ↓ 1.15h